# 티카 (케냐)

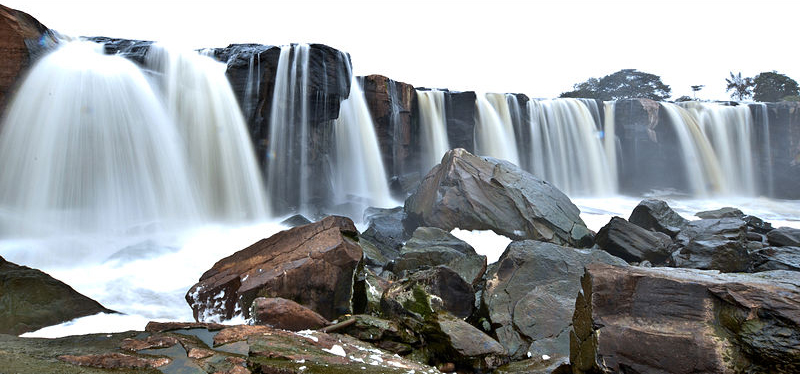

티카(Thika)는 케냐의 도시이다. 인구는 총 139,853명이다. 고도는 약 1,631 미터(5,351 피트)이다.

## 같이 보기
- 티카 도로